# 1819 у літературі

## Події
- Рік був особливо плідним для англійських поетів Персі Біші Шеллі та Джона Кітса.

## Твори
- Вальтер Скотт написав історичний роман «Айвенго», опублікував «Ліверморську наречену» та «Легенду про Монтроза».
- Ернст Теодор Амадей Гофман опублікував сатиричний роман «Життєва філософія кота Мура», а також «Крихітку Цахес».
- Побачив роман Джона Полідорі «Вампір».
- Вашингтон Ірвінг видав збірку оповіжань, серед яких «Ріп ван Вінкль» та «Легенда про Сонну Балку».
- Лорд Байрон написав поему «Мазепа».
- Іван Котляревський написав п'єси «Москаль-чарівник» та «Наталка Полтавка».

## Народилися
- 1 серпня — Герман Мелвілл, американський письменник.
- 8 серпня — Пантелеймон Куліш — український письменник, поет, фольклорист, етнограф, перекладач, критик, редактор, видавець.
- Павлович Олександр Іванович
- Сементовський Микола Максимович
- Витвицький Софрон
- Ніколає Белческу
- Фрідріх Боденштедт
- Дімітріє Болінтіняну
- Алан Пінкертон
- Волт Вітмен
- Готфрид Келлер
- Попко Іван Діомидович
- Полонський Яків Петрович
- Теодор Фонтане
- Джордж Еліот
- Вільгельм Марр
- Вішнудас Бхаве
- Броніслав Залеський
- Палаузов Микола Христофорович
- Кожанчиков Дмитро Юхимович
- Кароліна Вітгенштейн
- Алеку Руссо
- Роткірх Василь Олексійович
- Даніель Зандерс
- Карл Фредрік Ваерн
- Нарциза Жмиховська
- Антал Реґулі
- Йоганн Вольдемар Яннсен
- Мейр Арон Гольдшмідт
- Оґюст Вакрі
- Толбін Василь Васильович

## Померли
- 19 січня — Ельза Беата Бунге, шведська дворянка, письменниця та вчена-ботанік.
- 30 квітня — Вацлав Ганн, австрійський поет, літератор, професор філології та естетики Львівського університету, ректор Львівського університету.
- 13 травня — Давид XII, представник династії Багратіоні, цар Картлі-Кахетії, письменник та вчений.
- 22 листопада — Давид Бароті, угорський перекладач, філолог, педагог і поет.